# Ilva Mică (gmina)
Ilva Mică – gmina w Rumunii, w okręgu Bistrița-Năsăud. Obejmuje tylko jedną miejscowość Ilva Mică. W 2011 roku liczyła 3264 mieszkańców.